# 조고역
조고역(일본어: 長後駅, ちょうごえき)은 일본 가나가와현 후지사와시에 위치한 오다큐 전철의 역이다. 역 번호는 OE 08이다.

## 역사
- 1929년 4월 1일: 신조고역으로 영업 개시, "직통" 정차역이 됨. 또한, 각역정차는 신주쿠 ~ 이나다노보리토(현, 무코가오카유엔) 간에서만 운행되었음.
- 1944년 11월 27일: 화물 취급 개시.
- 1945년 6월: "직통"이 폐지된 각역정차가 전 노선에서 운행되어 정차역이 됨.
- 1946년 10월 1일: 준급이 설정되어 정차역이 됨.
- 1955년 3월 25일: 통근 급행이 설정되고 정차역이 됨.
- 1958년 4월 1일: 조고역으로 역명 변경.
- 1961년 10월: 급행 정차역이 됨.
- 1966년 11월 6일: 화물 취급 종료.

## 역 구조
섬식 승강장 2면 4선의 지상역에서 교상 역사를 갖는다. 또한, 쇼난다이 방향에는 건늠선이 설치되어 긴급 시에는 회송이 가능하다.

### 승강장
| 번호 | 노선        | 방향 | 행선                                |
| ---- | ----------- | ---- | ----------------------------------- |
| 1・2 | 에노시마 선 | 하행 | 후지사와・가타세에노시마 방면       |
| 3・4 | 에노시마 선 | 상행 | 사가미오노・신주쿠・ 지요다 선 방면 |

## 역 주변
에도 시대에는 역참 마을이었으며, 현재의 후지사와 역 주변보다 번창하고 있었다.
주변에는 편의점 등의 소규모 점포가 다수 입지하고 있다.
- 국도 제467호선
- 조고 가도(현도 22호)
- 후지사와 시 조고 시민 센터
- 후지사와 시 소년의 숲
- 후지사와 기타 경찰서 조고 역전 파출소
- 후지사와 쇼난다이 병원
- 가나가와 현립 후지사와 종합 고등학교
- NTT동일본 조고 빌딩
- 이스즈 자동차 후지사와 공장
- 후지사와키타 우체국
- 조고 우체국
- 리소나 은행
- 요코하마 은행

## 인접역
| 오다큐 전철 에노시마 선      | 오다큐 전철 에노시마 선 | 오다큐 전철 에노시마 선            |
| ---------------------------- | ----------------------- | ---------------------------------- |
| OE 05 야마토 신주쿠 방면     | ■ 급행                  | 쇼난다이 OE 09 가타세에노시마 방면 |
| OE 07 고자시부야 신주쿠 방면 | ■ 각역정차              | 쇼난다이 OE 09 가타세에노시마 방면 |